# Jason Tahincioğlu

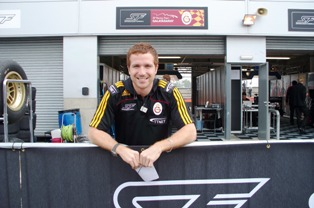
Jason Tahincioğlu 2008

Jason Tahincioğlu, auch Jason Tahinci genannt (* 29. Oktober 1983 in Bristol, Vereinigtes Königreich) ist ein ehemaliger türkischer Automobilrennfahrer.

## Karriere
Tahincioğlu begann schon im Alter von sechs Jahren mit dem Kartfahren. 1990 nahm er erstmals an Kart-Rennen teil. Von 1991 an war er in vier aufeinanderfolgenden Jahren Sieger der Mini-Kart-Serie. 1995 wechselte er zur Promo-Kart-Serie und wurde Zweiter hinter seiner Schwester Raini Tahincioğlu. Im darauffolgenden Jahr nahm er an den niederländischen Meisterschaften teil und wurde Fünfter. 1997 und 1998 wurde er Sieger der Promo-Kart-Serie in der Türkei. Anschließend wechselte er in die Super-Kart-Serie, in der er 1999 und 2000 siegte. Er beendete seine Kart-Karriere mit acht türkischen Siegertiteln.
Tahincioğlu wechselte in die türkische Formel 3 und erreichte den 2. Platz in der Fahrerwertung. 2001 nahm er eine Auszeit vom Renngeschehen, um seine Schulausbildung zu beenden. Von 2003 bis 2005 fuhr er in der britischen Formel Renault.
2006 gelang Tahincioğlu der Wechsel in die GP2-Serie. Er erhielt als zweiter Fahrer neben Luca Filippi einen Platz im Team FMS International und brachte Petrol Ofisi als Sponsor mit. Obwohl er in der Saison 2006 keine Punkte erzielen konnte, fuhr er auch in der Saison 2007 für FMS International. 2008 fuhr er für das Team BCN Competición in der GP2-Serie Asia Serie. Außerdem wird er für Galatasaray Istanbul in der Superleague Formula antreten.
Für die beiden in der Türkei in der Saison 2006 ausgetragenen Rennen der Formel Renault 3.5 erhielt Tahincioğlu einen Cockpitplatz in der 3.5-Klasse. Im gleichen Jahr fuhr er zwei Rennen für das Team Astromega in der Euroseries 3000. In dieser Rennserie ging er auch 2007 in vier Rennen für das Team G-Tec an den Start.
Tahincioğlu studiert derzeit Fahrzeugbau an der University of Bath in England.

## Statistik

### GP2-Serie-Ergebnisse
| Saison      | Team              | Nr. | Rennen | Poles | Siege | Punkte | Gesamtwertung |
| 2006        | FMS International | 17  | 20     | 0     | 0     | 0      | 30.           |
| 2007        | FMS International | 10  | 21     | 0     | 0     | 0      | 33.           |
| 2008 (Asia) | BCN Competición   | 25  | 10     | 0     | 0     | 0      | 22.           |